# Am Anfang war es Sünde
Am Anfang war es Sünde (All'inizio era peccato) (titolo sloveno: Greh) è un film del 1954 diretto da František Čáp. Il regista ceco firmò anche la sceneggiatura, che si basa su Storia di una ragazza di campagna, racconto di Guy de Maupassant pubblicato nel 1881.

## Produzione
Il film fu prodotto dalla tedesca Saphir-Film di Monaco e dalla jugoslava Triglav Film di Lubiana.

## Distribuzione
La prima del film - distribuito dall'Iris-Film - si tenne a Vienna il 2 settembre 1954. In Jugoslavia, fu presentato in sala il 4 ottobre, mentre la Constantin Film lo distribuì nelle sale della Germania Ovest il 28 ottobre dello stesso anno.